# Nicholas de la Beche
Nicholas de la Beche ou de la Becche (décédé en 1345) est un noble anglais qui exerce notamment la charge de sénéchal de Gascogne sur le continent, au profit du roi d'Angleterre Édouard III. 

## Biographie
Issu d'une lignée de nobles connus depuis 1260, Nicholas de la Beche est titré chevalier de l'Hôtel du roi. Il part combattre dans les guerres d’Écosse en 1322, où il fréquente des compagnons d'armes Gascons.  
Il est nommé connétable de la Tour de Londres en octobre 1335, et devient l'année d'après gouverneur d'Édouard de Woodstock, héritier du roi Édouard III.  
En 1339, il épouse Margery Poynings, veuve d'Edmund Bacon.  
Pendant une absence du roi et de la reine Philippa de Hainault en 1340, on lui confie la garde des jeunes princesses royales Isabelle et Jeanne. Mais le roi rentré à l'improviste juge inadéquates les conditions de vie et de surveillance des princesses et le fait mettre aux arrêts. 
Il part ensuite guerroyer pour les Anglais en Bretagne et en Gascogne. En 1342, il se voit accorder des licences pour construire des châteaux à Aldworth, Watlyington et Beaumys (en). Le 20 juillet 1343, il est nommé sénéchal de Gascogne, charge qu'il exerce au plus tard jusqu'à la désignation de son successeur le 23 février 1345. En 1344, il est gouverneur du château de Montgomery (en), au pays de Galles.  
Il est envoyé en 1345 négocier les fiançailles de la princesse Jeanne avec Pierre de Castille, le fils aîné du roi Alphonse XI de Castille et de Marie de Portugal.  
Nicholas de la Beche meurt sans héritier en 1345.